# 사동궁

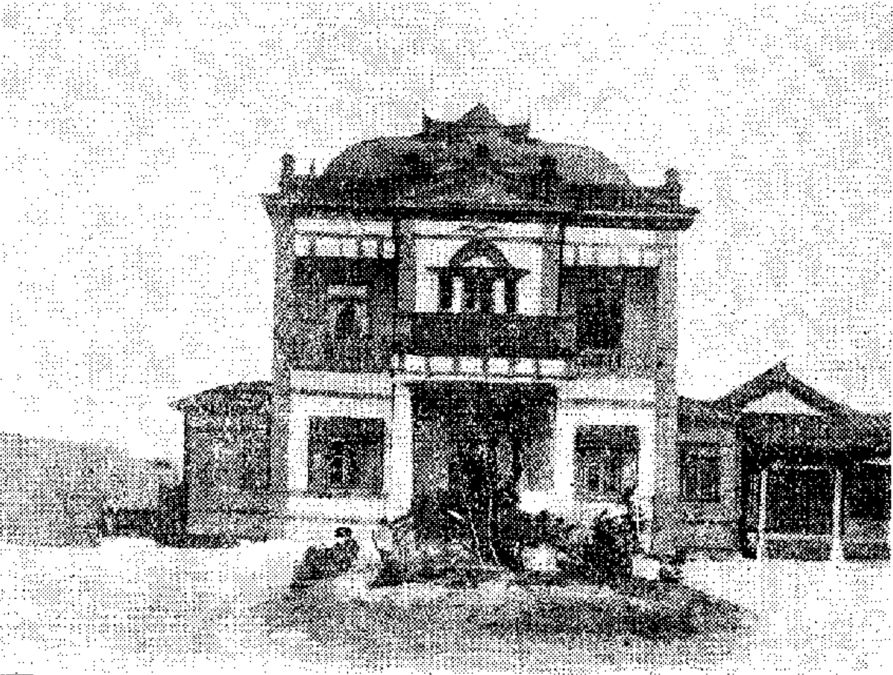
사동궁 양관

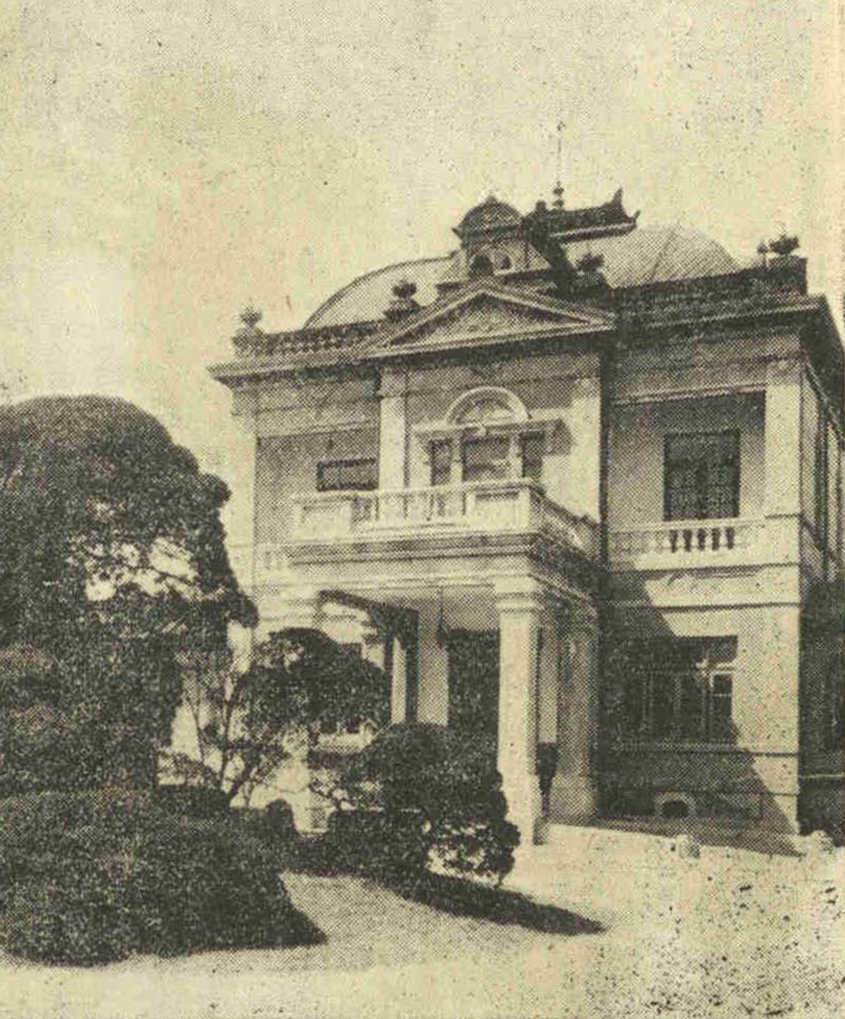
사동궁 양관

사동궁 이화문

사동궁(寺洞宮)은 현재 서울특별시 종로구 관훈동 196번지 일대에 있었던 대한제국 고종의 아들 의친왕 이강의 궁궐로 조성되었다. 의왕부(義王府)가 있던 곳이다.

## 역사
사동궁은 의친왕 이강의 저택으로 관훈동 196번지 일대 양옥 1동과 한옥 수십 채로 이루어졌다. 1906년 의친왕가 사무소인 의왕부(義王府)가 설치되었다. 1910년 한일병합조약의 황실 우대조건에 근거하여 대한제국 황실이 왕공족으로 전환되고 이강이 공위를 하사받으면서 '이강공저'(公邸)로 불렸다. 
1930년 이강은 병환을 이유로 은거를 요청했고 이에 따라 '공'위를 장남 이건에게 물려주었다. 이에 따라 저택의 명칭도 '이강공저'에서 '이건공저'로 불리게 되었다. 당시 이건은 일본에 살고 있었으므로 귀국 시 잠시 머물렀을 뿐이다. 

1917년 《경성부관내지적목록》에 따르면 사동궁은 대지가 총 7,880m2에 달했다. 1945년 광복이 되자 박응래 등은 새 정부가 들어서면 적산으로 빼앗길 것이라며 이강에게 매각을 권유했다. 이강은 최시화에게 400원에 매각하기로 했으나 150원 밖에 못받았다. 그 사이 몰수 대상이 아니라는 소문을 듣고 소송을 걸었으나 이내 취소하면서 민간의 소유가 되었다. 
[사기에 걸린 이강공] 전 융희황제의 제씨(남동생) 되는 이강 씨는 8.15. 해방과 더불어 일층 근신을 기하고 있는 틈을 타서 그의 소유재산이 적산 취급을 당한다 하여 당시의 시가로 천수 백만원이나 되는 것을 감언이설로 꾀여 4백만원에 팔아준다 하고 현금은 약 150만원 가량 밖에 안 주고 사기횡령을 당하였다고 이응래李鷹來 외 1명을 서울지방검찰청에 고발하였다는 바 지난 1일 담당검찰과 강석복姜錫福 씨는 진상을 규명코자 현장 조사를 하였다 한다. [한성일보 1947.4.2.]
일각에서는 해방 후 <구황실자산국유화법>에 따라 사동궁이 민간에 불허되었다고 주장하지만 이미 사동궁은 정부수립 전에 의친왕에 의해 민간의 수중으로 넘어간 상태로 정부에서도 어찌할 수 없는 상황이었다.
구황실재산을 국유화하는 방침이 발표되고 미군정기 임의 처분한 것도 무효화해야 한다는 주장이 대두되었다. 이에 따라 최시화는 소유권 문제가 붉어질까 두려워 재감애국동지석방원호회 등 애국단체에 사무실로 내주는 한편 미군정 및 정부기관 관계자를 만났다. 1948년 8월 정부가 수립되자 그간 입주했던 단체를 내보내는 한편 고목을 베고 새 건물을 신축, 분할 매각을 추진했다.
이학진(李鶴鎭)은 한국기원의 모태인 한성기원이 자리를 잡지 못하자 장인 이강에게 허락받고 사동궁의 한옥 15칸을 기원으로 제공했다. 이후 조선기원은 1948년 2월 1일 사동궁에서 발족했고 이해 10월 원서동으로 이전했다. 최시화가 입주 단체를 내보내고 분할 매각을 시작한 시점과 일치한다.   
1955년에는 ‘도원’이라는 요정도 들어섰다. 2005년 종로구청이 토지와 건물을 매입하여 구 사동궁 건물을 철거하고 공영주차장을 조성하였다. 서울시는 보존 상태가 양호한 건물 1동을 보수하여 현재 인사동 관광홍보관으로 사용 중에 있다.

## 같이 보기
- 의친왕
- 이준
- 구왕궁재산처분법
- 운현궁